# 顾梅君
顾梅君（1915年—1989年），女，上海人，中国电影演员。代表作有《盐潮》、《陈查礼大破隐身术》等。

## 家庭
丈夫徐欣夫。妹妹顾兰君。